# Peyton List (actriz nacida en 1986)
Peyton List (Baltimore, Maryland, 8 de agosto de 1986) es una actriz y modelo estadounidense. Es más conocida por interpretar a Jane Sterling en la serie de televisión Mad Men, de AMC, a Cara Coburn en la serie de televisión The Tomorrow People, de CW, a Nicole Kirby en la serie de televisión FlashForward, de ABC, y como Lucy Montgomery en As the World Turns.

## Carrera

### Como modelo
List se asoció con la agencia Ford Children. Ha trabajado para Dooney & Bourke y Clean & Clear. También ha aparecido en la portada de Girls 'Life más veces que cualquier otra modelo, y en portadas de Your PROM (2002) y Bridal Guide (2004).

### Como actriz

#### Televisión
List obtuvo un papel secundario en Sexo en Nueva York. Después de su aparición en la serie de HBO en el 2000, continuó haciendo audiciones y obtuvo un pequeño papel en La Ley y orden: Unidad de víctimas especiales. En el 2004, consiguió el papel de Lucy Montgomery en As the World Turns.
Dejó As the World Turns en el 2004, y apareció de nuevo como Lucy Lane en un episodio de la serie Smallville. Ese mismo año, hizo apariciones especiales como una prostituta en Without a Trace, como una chica millonaria en CSI: Miami y CSI: NY y como Solaris, una modelo de 15 años en la serie de CW One Tree Hill.
En el 2006, apareció como Tally Reida en la serie Windfall en múltiples episodios. Luego de que la serie se cancelara en la primera temporada, List continuó en la miniserie Day Break, y apareció en tres episodios como Ava. Durante la temporada piloto de Big Shots (TV series) en el 2007, de ABC, interpretó el rol de Cameron Collinsworth, hija del presidente de una firma de cosméticos Dylan McDermott. La serie se canceló a la mitad de la temporada.
List fue invitada en Moonlight y Ghost Whisperer, en el 2008. Posteriormente, regresó a CSI: Crime Scene Investigation y como ayudante de mago en Monk, en el año siguiente.
Entre 2008 y 2013, intervino en la serie Mad Men, donde interpretaba a la bella secretaria de Don Draper, quien más tarde se convirtía en la segunda esposa de Roger Sterling. En el 2009, firmó para trabajar en la miniserie FlashForward, de la ABC.
Regresó a su papel de Lucy Lane para la temporada final de Smallville, en el episodio titulado "Ambush", que salió al aire el 5 de noviembre del 2010.
En diciembre del 2010, interpretó a Érica Harris, mujer recién casada con amnesia y sobreviviente de un potencial asesino en serie, en el episodio "Palekeiko", de la serie Hawái Five-0, de la CBS.
En el 2013, obtuvo un papel protagonista en la serie dramática The Tomorrow People, como Cara Coburn, mujer que forma parte de una nueva especie humana con superpoderes. La serie fue cancelada por la cadena CW en el 2014. El elenco principal incluía a Robbie Amell, Luke Mitchell y Mark Pellegrino.

## Video musical
Peyton List protagonizó el videoclip de "If I Had a Gun...", canción de la banda británica Noel Gallagher's High Flying Birds. Este fue filmado en Los Ángeles, California. El vídeo narra la historia de una novia (interpretada por Peyton List) que debe casarse con alguien a quien no quiere.

## Películas
En 1996, Peyton hizo su primera aparición en pantalla grande, en Washington Square. Mientras trabajaba en As the World Turns, le ofrecieron el papel de la pequeña Sarah Wallis en The Greatest Game Ever Played, junto a Shia LaBeouf, que interpretaba al campeón de golf Francis Ouimet. La película del 2005 fue un éxito de taquilla y crítica.
En el 2008, protagonizó dos películas independientes: Deep Winter, junto a Michael Madsen, Eric Lively y Kellan Lutz, y el thriller de terror Shuttle. Peyton dijo que ella hizo todos sus propios trucos para la película. La película hizo su debut en el South by Southwest Festival y recibió críticas mixtas.
En el 2011, List apareció en Meeting Evil, al lado de Samuel L Jackson, Luke Wilson y Leslie Bibb.

## Filmografía
| Año       | Título                            | Rol                    | Notas                                 |
| --------- | --------------------------------- | ---------------------- | ------------------------------------- |
| 2000      | Sex and the City                  | Chica rubia #1         | Episodio: "Hot Child in the City"     |
| 2001      | Law & Order: Special Victims Unit | Patsy                  | Episodio: "Pixies"                    |
| 2003      | Law & Order: Special Victims Unit | Chloe Dutton           | Episodio: "Soulless"                  |
| 2001-2005 | As the World Turns                | Lucy Montgomery        | 313 episodios                         |
| 2005      | Smallville                        | Lucy Lane              | Episodio: "Lucy"                      |
| 2005      | Just Legal                        | Paradise Colvin        | Episodio: "Pilot"                     |
| 2005      | The Greatest Game Ever Played     | Sarah Wallis           |                                       |
| 2005      | Sin rastro                        | Dina Kingston          | Episodio: "From the Ashes"            |
| 2005      | CSI: Miami                        | Alexa Endecott         | Episodio: "Felony Flight"             |
| 2005      | CSI: Nueva York                   | Alexa Endecott         | Episodio: "Manhattan Manhunt"         |
| 2006      | One Tree Hill                     | Solaris                | Episodio: "All Tomorrow's Parties"    |
| 2006      | Windfall                          | Tally Reida            | 10 episodios                          |
| 2006      | Day Break                         | Ava                    | 3 episodios                           |
| 2007-2008 | Big Shots                         | Cameron Collinsworth   | 11 episodios                          |
| 2008      | Mad Men                           | Jane Sterling          | 2008-2010 (9 episodios)               |
| 2008      | Shuttle                           | Mel                    |                                       |
| 2008      | Moonlight                         | Tierney Taylor         | Episodio: "Click"                     |
| 2008      | Deep Winter                       | Elisa Rider            |                                       |
| 2008      | Ghost Whisperer                   | Lorelei / Georgia Kent | Episodio: "Save Our Souls"            |
| 2008      | CSI: Crime Scene Investigation    | Michelle Tournay       | Episodio: "Leave Out All the Rest"    |
| 2009      | Monk                              | Tanya Adams            | Episodio: "Mr. Monk and the Magician" |
| 2009      | FlashForward                      | Nicole Kirby           | 2009-2010                             |
| 2010      | Smallville                        | Lucy Lane              | Episodio: "Ambush"                    |
| 2010      | Hawaii Five-0                     | Erica Harris           | Episodio: "Palekeiko"                 |
| 2013-2014 | The Tomorrow People               | Cara Coburn            | 22 episodios                          |
| 2015      | The Flash                         | Lisa Snart             | 3 episodios                           |
| 2015      | Blood & Oil                       | Emma Lundegren         | 6 episodios                           |
| 2016-2017 | Frequency                         | Raimy Sullivan         | 14 episodios                          |
| 2018-2019 | Gotham                            | Ivy Pepper             | 5 episodios                           |
| 2018      | Colony                            | Amy Leonard            | 9 episodios                           |
| 2020      | Star Trek: Picard                 | Narissa                | 10 episodios                          |